# Gemäldegalerie (Berlin)
Gemäldegalerie er et kunstmuseum i Tysklands hovedstad, Berlin. Museet huser Berlins Statsmuseers (Staatliche Museen zu Berlin) primære samlinger. Museet rummer en af verdens førende samlinger europæisk malerkunst fra det 13. til det 18. århundrede: mesterværker af Albrecht Dürer, Lucas Cranach, Hans Holbein, Rogier van der Weyden, Jan van Eyck, Raphael, Botticelli, Titian, Caravaggio, Giambattista Pittoni, Peter Paul Rubens, David Teniers den Yngre, Rembrandt, Johannes Vermeer og Antonio Viviani.
Museet åbnede i 1830, og den nuværende, modernistiske bygning stod færdig i 1998. Museet ligger på Kulturforum vest for Potsdamer Platz.